# إنغيريا (إيطاليا)
إنغيريا هي بلدية في مدينة تورينو الحضرية في المنطقة الإيطالية بيدمونت ، وتقع على بعد حوالي 45 كيلومتر (28 ميل) شمال تورينو في وادي سوانا .

## نبذة
تقع إنجريا على حدود البلديات التالية: رونكو كانافيزي و ترافيرسيلا وفراسينيتو و بونت كانافيزي و سباروني .